# Spitting Games
Spitting Games è un singolo del gruppo musicale scozzese Snow Patrol, pubblicato nel 2003 ed estratto dall'album Final Straw.

## Tracce
- CD

1. Spitting Games – 3:48
2. Steal – 2:44
3. Brave – 4:12
4. Spitting Games (Video)

- 7" (vinile)

1. Spitting Games – 3:48
2. Steal – 2:44

## Riedizione
Nel luglio 2004 il singolo è stato ripubblicato sia in formato CD che in formato 7". Il CD contiene una cover del brano Crazy in Love di Beyoncé ed una cover di New Partner di Will Oldham, brani entrambi tratti da delle registrazioni live effettuate per la BBC Radio 1.

### Tracce
- CD

1. Spitting Games - 3:48
2. Crazy in Love (BBC Live Version) - 4:25
3. New Partner (BBC Live Version) - 4:05
4. Spitting Games (Video version 2)

- 7" (vinile)

1. Spitting Games - 3:48
2. Wow (Acoustic) - 3:09